# XLR-8
XLR-8 was een stalen hangende achtbaan in Six Flags Astroworld. De achtbaan stond in het park van 1984 tot de sluiting van Six Flags Astroworld in 2005. De XLR-8 was een van de eerste hangende achtbanen ter wereld. Alleen de achtbaan Bat was eerder gebouwd, maar deze werd door verschillende problemen al na drie jaar gesloopt.

## Afbraak
In 2005 werd de achtbaan samen met park gesloten. Op 3 februari 2006 werd de achtbaan verkocht als schroot voor 50.000 dollar.

## Halloween Fright Fest 2002
Tijdens het Halloween Fright Fest festival werden de laatste vier wagons omgedraaid. Dit was nog nooit eerder gedaan op een hangende achtbaan. Totdat de achtbaan sloot in 2005 bleven de laatste vier wagons omgekeerd staan.

## Trivia
- XLR-8 zou onderdeel worden van het achtbaanuitwisselingsprogramma van Six Flags. Daarom zou de achtbaan maar drie jaar blijven staan. Hier is later van afgezien.
- De naam XLR-8 wordt uitgesproken als accelerate.
- XLR-8 is gebouwd om aan te tonen dat hangende achtbanen wel konden werken.